# Canadian Soccer League 2006
La Canadian Soccer League 2006 fue la novena edición de la liga de fútbol canadiense. Estuvo organizado por la Asociación Canadiense de Fútbol y participaron 12 clubes.
Al final del campeonato, los tres mejores clubes de cada conferencia participaron en rondas eliminatorias para definir a los dos finalistas. Serbian White Eagles e Italia Shooters disputaron la final del torneo el 15 de octubre de 2006. Italia Shooters ganó el partido 1-0 y se coronó campeón del certamen.
El torneo también entregó varios, entre ellos, al jugador más valioso que fue Saša Viciknez del Serbian White Eagles, el goleador Gabriel Pop del Serbian White Eagles y el técnico del año que fue Tony De Thomasis del Italia Shooters, entre otros.

## Equipos participantes
Todos los equipos participantes:

### Conferencia Nacional
- Oakville Blue Devils
- Brampton Stallions
- Laval Dynamites
- Windsor Border Stars
- St. Catharines Wolves
- North York Astros
- London City

### Conferencia Internacional
- Serbian White Eagles
- Toronto Croatia
- Italia Shooters
- Toronto Supra Portuguese
- Caribbean Selects

## Tabla general

### Conferencia Nacional
| Posición              | Equipo                | PJ | PG | PP | PE | GF | GC | GD  | Puntos |
| --------------------- | --------------------- | -- | -- | -- | -- | -- | -- | --- | ------ |
| 1                     | Oakville Blue Devils  | 22 | 10 | 6  | 6  | 42 | 26 | +16 | 36     |
| 2                     | Brampton Stallions    | 22 | 10 | 7  | 5  | 38 | 32 | +6  | 35     |
| 3                     | Laval Dynamites       | 22 | 8  | 7  | 7  | 37 | 29 | +8  | 31     |
| 4                     | Windsor Border Stars  | 22 | 8  | 8  | 6  | 30 | 30 | 0   | 30     |
| 5                     | St. Catharines Wolves | 22 | 7  | 9  | 6  | 29 | 40 | -11 | 27     |
| 6                     | North York Astros     | 22 | 3  | 11 | 8  | 28 | 45 | -17 | 17     |
| 7                     | London City           | 22 | 3  | 13 | 6  | 27 | 58 | -31 | 15     |
| Estadísticas finales. |                       |    |    |    |    |    |    |     |        |

 PJ = Partidos jugados; PG = Partidos ganados; PP = Partidos perdidos; PE = Partidos empatados;
GF = Goles a favor; GC = Goles en contra; GD = Goles de diferencia
| \| \| Equipos clasificados a una ronda eliminatoria \| |                                               |
|                                                        | Equipos clasificados a una ronda eliminatoria |

### Conferencia Internacional
| Posición              | Equipo                   | PJ | PG | PP | PE | GF | GC | GD  | Puntos |
| --------------------- | ------------------------ | -- | -- | -- | -- | -- | -- | --- | ------ |
| 1                     | Serbian White Eagles     | 22 | 17 | 1  | 4  | 66 | 13 | +53 | 55     |
| 2                     | Toronto Croatia          | 22 | 14 | 3  | 5  | 58 | 23 | +35 | 47     |
| 3                     | Italia Shooters          | 22 | 8  | 5  | 9  | 30 | 26 | +4  | 33     |
| 4                     | Toronto Supra Portuguese | 22 | 7  | 8  | 7  | 43 | 34 | +9  | 28     |
| 5                     | Caribbean Selects        | 22 | 1  | 18 | 3  | 15 | 87 | -72 | 6      |
| Estadísticas finales. |                          |    |    |    |    |    |    |     |        |

 PJ = Partidos jugados; PG = Partidos ganados; PP = Partidos perdidos; PE = Partidos empatados;
GF = Goles a favor; GC = Goles en contra; GD = Goles de diferencia
| \| \| Equipos clasificados a una ronda eliminatoria \| |                                               |
|                                                        | Equipos clasificados a una ronda eliminatoria |

## Final
- Serbian White Eagles 0–1 Italia Shooters[2]

## Premios
- Jugador más valioso: Saša Viciknez, Serbian White Eagles[1]
- Goleador: Gabriel Pop, Serbian White Eagles[1]
- Técnico del año: Tony De Thomasis, Italia Shooters[1]
- Mejor portero:  George Azcurra, Toronto Croatia[1]